# كولين باسكو
كولين باسكو (بالإنجليزية: Colin Pascoe)‏ (9 أبريل 1965 في المملكة المتحدة - ) هو مدرب كرة قدم ولاعب كرة قدم بريطاني في مركز الوسط. شارك مع منتخب ويلز لكرة القدم. أما مع النوادي، فقد لعب مع سوانزي سيتي ونادي بلاكبول ونادي سندرلاند ونادي ميرثير تيدفيل ‏ وCarmarthen Town A.F.C. ‏.

## مسيرته الكروية
لعب كولين باسكو خلال مسيرته الاحترافية مع 3 أندية في ستة عشر موسمًا وسجل خلالها 76 هدفًا ضمن 397 مباراة. ولم يفز بأي موسم بالكأس أو بالدوري.
خاض كولين باسكو مسيرته مع نادي سوانزي سيتي في موسم 1982–83 في المرة الأولى ليلعب معه ستة مواسم ثم في موسم 1992–93 ليلعب معه أربعة مواسم، مشاركًا طوالها في 270 مباراة سجل خلالها 54 هدفًا. ثم انتقل إلى نادي سندرلاند في موسم 1987–88 ليلعب معه خمسة مواسم، حيث شارك في 126 مباراة سجل خلالها 22 هدفًا. لينتقل بعدها إلى نادي بلاكبول في موسم 1995–96 لمدة موسم واحد، مشاركًا في مباراة ولم يسجل أي هدف.

## وصلات خارجية
- كولين باسكو على موقع قاعدة بيانات كرة القدم.إي يو (الإنجليزية)
- كولين باسكو على موقع ناشيونال فوتبول تيمز (الإنجليزية)
- كولين باسكو على موقع Soccerbase.com (لاعب) (الإنجليزية)
- كولين باسكو على موقع عالم كرة القدم.نت (الإنجليزية)